# جوزيف قاو
جوزيف قاو (بالإنجليزية: Joseph Cao)‏ (و. 1967 – م) هو سياسي، ومحامي، من الولايات المتحدة الأمريكية، ولد في هو تشي منه، هو عضوٌ في الحزب الجمهوري.

## مناصب
تولى منصب عضو مجلس النواب الأمريكي.

## التعليم
تعلم في Jersey Village High School ‏، وجامعة فوردهام، وجامعة بايلور.